# Kinnaird

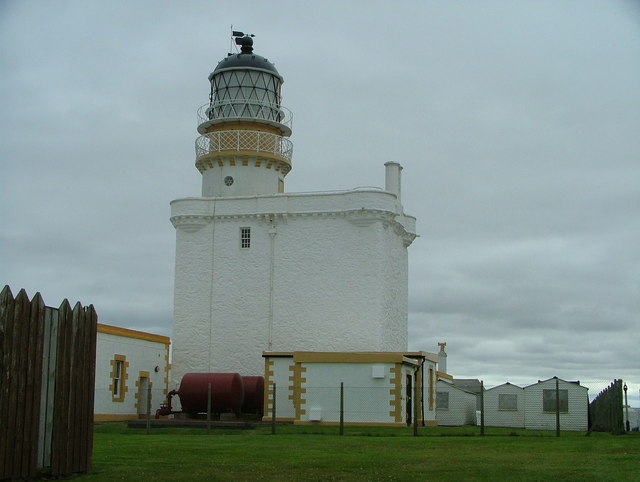
Latarnia morska na Kinnaird

Kinnaird, Kinnaird Head (gael. An Ceann Àrd) – przylądek w Szkocji, pomiędzy zatoką Moray Firth i Morzem Północnym.
Na Kinnaird Head znajduje się pierwsza w Szkocji latarnia morska założona przez Commissioners of Northern Lights, została zaprojektowana przez Thomasa Smitha i zbudowana w 1787. Jest użytkowana do dziś. W 1929 otwarto tu pierwszą w Szkocji radiolatarnię. Na przylądku znajduje się muzeum szkockich latarni morskich.